# Szlak Dziedzictwa Żydowskiego w Białymstoku
Szlak Dziedzictwa Żydowskiego w Białymstoku – pieszy znakowany szlak turystyczny w Białymstoku utworzony i zorganizowany z inicjatywy grupy doktorantów i studentów Uniwersytetu w Białymstoku – wolontariuszy Fundacji Uniwersytetu w Białymstoku. Otwarcie szlaku miało miejsce 20 czerwca 2008 roku. Wydarzenie to poprzedzało przygotowanie ścieżki i mapy szlaku oraz materiałów informacyjnych i edukacyjnych związanych z historią Żydów w Białymstoku.

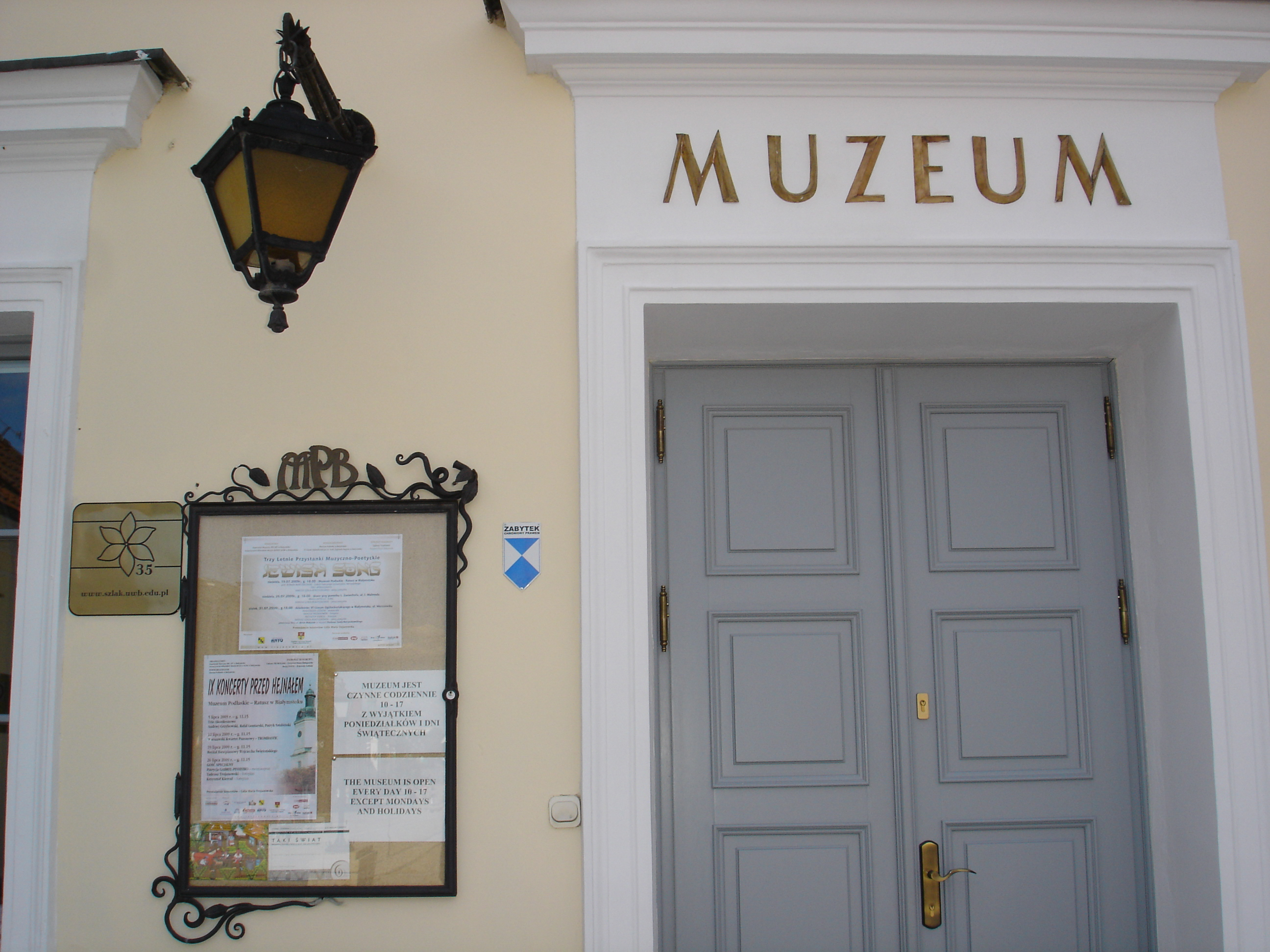
Znak Szlaku Dziedzictwa Żydowskiego w Białymstoku na Ratuszu miejskim.

W ramach projektu „Szlak Dziedzictwa Żydowskiego” dążono do przedstawienia historii białostockich Żydów i stosunków polsko-żydowskich na terenie Białegostoku w latach 1658–1939 (1945), udokumentowania i oznaczenia miejsc związanych z historią białostockich Żydów, ukazania narodu żydowskiego jako części społeczeństwa wielonarodowej przedwojennej Polski, popularyzacji elementów żydowskiej kultury i tradycji, a także osłabienia wzajemnych stereotypów polsko-żydowskich. Projekt zaadresowano głównie do białostockiej młodzieży szkolnej i akademickiej oraz mieszkańców miasta, jak też do uczestników wymian młodzieżowych z zagranicy (m.in. z Izraela), potomków białostockich Żydów i turystów. Poza wyznaczeniem i oznakowaniem szlaku wydano broszury informacyjne i mapy w wersji drukowanej i na nośniku CD, wydano materiały pomocniczych dla nauczycieli oraz uruchomiono interaktywną stronę internetową. Realizacji projektu towarzyszyły wydarzenia o charakterze edukacyjnym i artystycznym: pokazy filmowe, przedstawienia, wykłady, warsztaty, seminaria, wystawy, wycieczki i gry terenowe.
Projekt zrealizowano dzięki dotacji Ministra Spraw Wewnętrznych i Administracji oraz przy wsparciu finansowym Fundacji im. Stefana Batorego, Prezydenta Miasta Białegostoku i Urzędu Marszałkowskiego Województwa Podlaskiego w Białymstoku.
Podczas realizacji projektu dążono do budowy kapitału społecznego poprzez zaangażowanie do współpracy lokalnych instytucji. Wśród partnerów projektu znaleźli się m.in.: Akademicki Klub Turystyczno-Krajoznawczy, Archiwum Państwowe w Białymstoku, Fundacja Ochrony Dziedzictwa Żydowskiego, Klub Przewodników Turystycznych przy Regionalnym Oddziale PTTK w Białymstoku, Muzeum Historyczne – Oddział Muzeum Podlaskiego w Białymstoku, Stowarzyszenie „Dorzecze”, Stowarzyszenie „Żydowskie Motywy”, Towarzystwo Przyjaciół Kultury Żydowskiej, Uniwersytet w Białymstoku, Wydział Historyczno-Socjologiczny UwB, Koło „Pamięć” działające w VI Liceum Ogólnokształcącym im. Króla Zygmunta Augusta w Białymstoku, Koło „Judaica” z I Liceum Ogólnokształcącego im. Adama Mickiewicza w Białymstoku, a także Koło Historyczne Publicznego Gimnazjum nr 8 w Białymstoku i Koło Turystyczno-Krajoznawcze z Gimnazjum im. Ks. Wacława Rabczyńskiego w Wasilkowie.

## Przebieg szlaku
Pałacyk Cytronów (obecnie Muzeum Historyczne) – Fabryka Tytoniu Fajwela Janowskiego – Synagoga Szmuela – Żydowskie Gimnazjum Żeńskie Zinaidy Chwolesowej – Teatr Palace – Szpital Żydowski (obecnie Szpital Położniczo-Ginekologiczny) – Pałacyk Tryllingów – Gimnazjum im. Króla Zygmunta Augusta (obecnie VI Liceum Ogólnokształcące) – Biblioteka im. Szolema Alejchema – Sanatorium Towarzystwa Ochrony Zdrowia – Gimnazjum Hebrajskie (obecnie Szpital Miejski) – Kamienica czynszowa (ul. Sienkiewicza 26A) – Kinoteatr Apollo – Kamienica czynszowa (ul. Sienkiewicza 14; obecnie Akademia Teatralna w Warszawie filia w Białymstoku) – Gimnazjum Józefa Zeligmana, Józefa Lebenhafta i Jakuba Derczyńskiego – Teatr miniatur Gilarino – Kamienice Izaaka Zabłudowskiego – Towarzystwo dobroczynne Linas Chajlim – Dom rodzinny Ludwika Zamenhofa – Pomnik Ludwika Zamenhofa – Tablica Icchaka Malmeda – Gimnazjum Dawida Druskina – Pomnik Bohaterów Powstania w Getcie – Synagoga Cytronów (obecnie Galeria im. Sleńdzińskich) – Ulica Waryńskiego – Kino Modern – Dom rodzinny Jakuba Szapiro – Pałacyk Nowika – Szkoła żydowska Tarbut (obecnie Szkoła Rzemieślnicza im. Marii Grzegorzewskiej) – Żydowska Szkoła Rzemieślnicza (obecnie Wydział Fizyki Uniwersytetu w Białymstoku) – Kościół Misji Barbikańskiej w Białymstoku (byłe Kino Syrena) – Chanajki – Piaski – Cmentarz Rabinacki (obecnie Park Centralny) – Synagoga Piaskower – Pomnik Wielkiej Synagogi – Ratusz – Cmentarz Żydowski (ul. Wschodnia) – Cmentarz choleryczny

## Ludzie związani z żydowskim dziedzictwem Białegostoku
Podczas przygotowań szlaku organizatorzy wskazali istotne postacie związane z historią miasta: artystów, działaczy społecznych, polityków, naukowców i sprawiedliwych wśród narodów świata.
- Zygmunt Białostocki – kompozytor, pianista
- Zygmunt Bobowski – malarz, członek grupy artystów Czapka Frygijska
- Wiktor Bubryk – reżyser dramatyczny, dyrektor teatru miniatur „Gilarino”
- Roza Bursztejn (Rosa Raisa) – śpiewaczka operowa
- Izaak Celnikier – malarz
- Józef Chazanowicz – lekarz, działacz syjonistyczny, założyciel Narodowej i Uniwersyteckiej Biblioteki Izraela w Jerozolimie
- Molli Chwat – malarz
- Zinaida Chwolesowa – założycielka gimnazjum żeńskiego
- Szmuel Cytron – fabrykant, fundator synagogi, pierwotny właściciel pałacyku przy ul. Warszawskiej 37
- Szymon Datner – historyk
- Dawid Druskin – założyciel gimnazjum
- Michał Duniec – malarz, członek grupy plastyków białostockich Forma-Farba-Faktura
- Osip Dymow – dramaturg
- Nachum Edelman – malarz, członek grupy plastyków białostockich Forma-Farba-Faktura
- Leo Fink – fabrykant, działacz organizacji żydowskich w Australii
- Piotr Gorodiszcz – duchowny Misji Barbikańskiej
- Chajka Grossman – bojowniczka białostockiego getta, izraelska działaczka polityczna
- Natan Gutman – malarz
- Zbigniew Antoni Huzarski – Sprawiedliwy wśród Narodów Świata
- Fajwel Janowski – fabrykant
- Kalman Kaplansky – polityk, działacz ruchu praw człowieka
- Boris Kaufman – operator filmowy, laureat Oscara
- Dawid Abelowicz Kaufman (Dziga Wiertow) – scenarzysta, reżyser filmowy, dokumentalista
- Józef Kerszman – lekarz okulista, społecznik
- Gustaw Kerszman – mikrobiolog, genetyk
- Chaim Jakub Lipszyc – rzeźbiarz, malarz
- Maksim Litwinow – dyplomata ZSRR
- Juliusz Krajewski – malarz, członek grupy artystów Czapka Frygijska
- Helena Malarewicz-Krajewska – malarka, jedna z pierwszych przedstawicielek socrealizmu
- Icchok Malmed – bohater białostockiego getta
- Zajnwel Messner – rzeźbiarz
- Hersz Mersik – twórca archiwum białostockiego getta
- Samuel Mohylewer – rabin żydowski, założyciel szkoły i towarzystwa kredytowego
- Sonia Najman (Nora Ney) – aktorka
- Chaim Nowik – fabrykant, pierwotny właściciel pałacyku przy ul. Lipowa 35
- Felicja Raszkin-Nowak – pisarka, ocalała z białostockiego getta
- Bencjon Rabinowicz – malarz
- Oskar Rozanecki – malarz
- Albert Sabin – wynalazca szczepionki przeciwko wirusowi polio
- Czesław Sadowski – malarz, członek grupy plastyków białostockich Forma-Farba-Faktura
- Simon Segal – malarz, grafik, projektant tkanin
- Menasze i Efraim Seidenbeutel – malarze
- Chaim Zelig Słonimski – astronom, wynalazca, dziadek pisarza Antoniego Słonimskiego
- Icchak Szamir – premier Izraela
- Jakub Szapiro – dziennikarz, popularyzator języka esperanto, założyciel Białostockiego Towarzystwa Esperantystów im. Ludwika Zamenhofa
- Mordechaj Tenenbaum – przywódca powstania w białostockim getcie
- Helena i Chaim Tryllingowie – fabrykanci, pierwotni właściciele zabytkowego pałacyku przy ul. Warszawskiej 7
- Ichiel Tynowicki – malarz, członek grupy plastyków białostockich Forma-Farba-Faktura
- Max Weber – malarz
- Izaak Zabłudowski – kupiec, filantrop
- Ludwik Zamenhof – twórca języka esperanto
- Józef Zeligman – założyciel wielokulturowego gimnazjum
- Nahum Zemach – organizator teatru Habima i Żydowskiego Teatru Narodowego w Tel Awiwie
- Henryk Złotkowski – Sprawiedliwy wśród Narodów Świata